# シヒョン
シヒョン（시현、Sihyeon、1999年8月5日 - ）は、韓国の歌手。6人組の女性アイドルグループEVERGLOWのメンバー。ポジションは、リードボーカル、ビジュアル担当。身長168cm、血液型B型。

## 略歴

### デビュー前
2016年、Mnetのリアリティテレビコンペティション「PRODUCE 101(シーズン１)」に個人研修生として出場した。シヒョンは40位になり、YUE HUA Entertainmentと契約した。2018年、フランチャイズの第三シーズン「PRODUCE 48」イロンとチェ・イェナとともに出場した。シヒョンは最終順位27位となり、チェ・イェナが決勝で当選し、IZ*ONEのメンバーなった。シヒョンはイロンとともに第3ラウンドで再び落選した。

### デビュー後
2019年3月18日、EVERGLOWとしてデビューし、シングル「Arrival of Everglow」をリリースし、リードシングル「BonBonChocolat」をデビューショーケースでリリースした。
2020年2月7日、THE BOYZのジュヨンとキム・ミンギュと並んでSBS MTVの音楽番組「THE SHOW」の新MCに選ばれた。
2020年12月1日、新型コロナウイルスへの感染を公表。
2021年1月9日、陰性と判定された。
2021年5月25日、E:Uに代わってEVERGLOWのリーダーになったことを発表した。

## 作品

### 参加楽曲
| 発売日        | 楽曲  | 収録アルバム                     | アーティスト |
| ------------- | ----- | -------------------------------- | ------------ |
| 2018年8月18日 | Rumor | PRODUCE 48 - 30 Girls 6 Concepts | PRODUCE 48   |

## 出演

### テレビ番組
| 年   | タイトル    | テレビ局 | 備考         |
| ---- | ----------- | -------- | ------------ |
| 2016 | PRODUCE 101 | Mnet     | 最終順位40位 |
| 2018 | PRODUCE 48  | Mnet     | 最終順位27位 |
| 2020 | THE SHOW    | SBS MTV  | MC           |

## 広告
- Gmarket（2019年）